# Bowles Ridge
Bowles Ridge (in lingua bulgara: Хребет Бовлес, Hrebet Bovles) è la dorsale montuosa centrale della parte orientale dell'Isola Livingston, nelle Isole Shetland Meridionali, in Antartide. La dorsale si estende per 6,5 km in direzione est-ovest ed è larga 1,5 km.
La massima elevazione è raggiunta dal Monte Bowles, alto 822 m, e situato 9,77 km a nordovest del Great Needle Peak, 6,08 km a nord del versante occidentale del Monte Friesland, 8,77 km a est-nordest della Base San Clemente di Ocrida e 9,25 km a sud del versante ovest del Miziya Peak.
Il Bowles Ridge è delimitato dal Ghiacciaio Kaliakra e dal Ghiacciaio Struma a nord, dal Ghiacciaio Perunika a ovest e sudovest e dal Ghiacciaio Huron a sudest e est. È collegato al Friesland Ridge dei Monti Tangra dal Wörner Gap, all'Hemus Peak dal Dimov Gate e al Melnik Ridge dal Yankov Gap. La dorsale è attraversata dall'Omurtag Pass e dal Pirdop Gate.
La dorsale deriva il suo nome dal Monte Bowles, la sua vetta principale.

## Localizzazione
Il punto centrale della dorsale è posizionato alle coordinate 62°37′00″S 60°10′20″W.
La dorsale è stata mappata dai britannici nel 1968; rilevazione topografica bulgara nel 1995/6 e nel corso della campagna di esplorazione scientifica Tangra 2004/05, con mappatura nel 2005 e 2009.

## Mappe
- South Shetland Islands., su data.aad.gov.au. Scale 1:200000 topographic map No. 5657. DOS 610 – W 62 60. Tolworth, UK, 1968.
- Islas Livingston y Decepción. Mapa topográfico a escala 1:100000. Madrid: Servicio Geográfico del Ejército, 1991.
- L.L. Ivanov et al. Antarctica: Livingston Island and Greenwich Island, South Shetland Islands. Scale 1:100000 topographic map. Sofia: Antarctic Place-names Commission of Bulgaria, 2005.
- L.L. Ivanov.  Antarctica: Livingston Island and Greenwich, Robert, Snow and Smith Islands (JPG), su apcbg.org.. Scale 1:120000 topographic map. Troyan: Manfred Wörner Foundation, 2009. ISBN 978-954-92032-6-4
- Antarctic Digital Database (ADD)., su add.scar.org. Scale 1:250000 topographic map of Antarctica. Scientific Committee on Antarctic Research (SCAR). Since 1993, regularly upgraded and updated.
- L.L. Ivanov. Antarctica: Livingston Island and Smith Island. Scale 1:100000 topographic map. Manfred Wörner Foundation, 2017. ISBN 978-619-90008-3-0